# Giornale di Sicilia Editoriale Poligrafica
Giornale di Sicilia Editoriale Poligrafica S.p.A. è la società editrice del "Giornale di Sicilia", il più importante giornale della Sicilia occidentale. Il 4 agosto 2017 la Società Editrice Sud di Messina, proprietaria della Gazzetta del Sud, acquista il 51% della Giornale di Sicilia Editoriale Poligrafica S.p.A.  e oggi ne detiene indirettamente il 100%.

## Azionisti di Giornale di Sicilia Editoriale Poligrafica (fino al 2017)
- APE S.r.l. controllata al 100% dalla Società Editrice Sud.